# Bathyaethiops greeni
Bathyaethiops greeni es una especie de peces de la familia Alestidae en el orden de los Characiformes.

## Morfología
Los machos pueden llegar alcanzar los 6 cm de longitud total.

## Hábitat
Es un pez de agua dulce y de clima tropical (22 °C-28 °C ).

## Distribución geográfica
Se encuentran en África:  cuenca del río Congo (República del Congo y República Democrática del Congo ).